# Alois Kaňkovský
Alois Kaňkovský (* 19. července 1983 Bělkovice-Lašťany u Olomouce) je český cyklista. Na mistrovství světa v dráhové cyklistice 2007 vyhrál omnium.

## Životopis
Závodit začal ve dvanácti letech v Olomouci podobně jako jeho starší bratři. Od počátku kariéry dosahoval největších úspěchů v dráhové cyklistice. Na juniorském mistrovství Evropy ve Fioronzole získal tři medaile včetně zlata v závodě na kilometr s pevným startem.
V letech 2003, 2004 a 2005 získal stříbrné medaile na kilometru s pevným startem na evropském šampionátu do 23 let. Mezitím se kvalifikoval také na Letní olympijské hry 2004 do Atén, kde na své oblíbené trati obsadil desáté místo a navíc postoupil do čtvrtfinále sprintu. Závodil za cyklistický oddíl Dukla Brno a trénoval ho Zdeněk Dohnal.
Následovaly účasti na mistrovství světa 2005 a 2006, v Los Angeles obsadil na kilometru osmé, o rok později v Bordeaux sedmé místo. V roce 2006 se ale rozhodl, že už nebude jezdit kilometr s pevným startem, vyřazený z olympijského programu. Koketoval s keirinem, ale kvůli konkurenci Ivana Vrby se rozhodl pro bodovací závod dvojic. Za možným partnerem proto odešel z Dukly Brno do Dukly Praha.

### Mistr světa
Měsíc před startem mistrovství světa 2007 pokračoval v přípravě na bodovací závod dvojic. S Petrem Lazarem obsadil páté místo v posledním závodě světového poháru v Manchesteru. Na šampionátu ale zazářil v jiné disciplíně.
Pro světový šampionát v Palmě de Mallorca se činovníci Mezinárodní cyklistické unie UCI rozhodli znovu zařadit disciplínu omnium. Na rozdíl od evropského šampionátu, kde se konají dvě omnia – sprinterské a stíhačské – omnium na světovém mistrovství zahrnovalo disciplíny obou specializací.
Omnium zahájil čtvrtým místem v závodě na 200 metrů s letmým startem a přidal druhá místa v hladkém závodě (tzv. scratchi) a ve stíhacím závodě. V následujícím bodovacím závodě ale skončil až devátý a v průběžném pořadí se mu vyrovnal Argentinec Walter Fernando Perez. Závěr omnia obstaral kilometr s pevným startem, v němž se s Perezem utkal v přímém souboji v poslední rozjížďce. Český cyklista porazil Pereze o 3,5 sekundy a celkově zvítězil s 19 body, Perez měl 28 bodů a třetí Američan Charles Bradley Huff 37 bodů. Stal se prvním českým mistrem světa v dráhové cyklistice od roku 2002, kdy Lada Kozlíková zvítězila ve scratchi.
V květnu 2008 mu byla udělena Cena města Olomouce za rok 2007 v oblasti sport.

## Soukromý život
Má rád přírodu, a tak také rád přesedá na horské kolo, na kterém dosáhl i několika menších úspěchů v závodech. Je zaměstnán jako tzv. občanský zaměstnanec.